# Juan Rigoli
Juan Rigoli (* 1959) ist ein Schweizer romanistischer Literaturwissenschaftler. Er war von 2005 bis 2024 Professor für Französische Literatur an der Universität Genf.

## Leben
Juan Rigoli studierte Französische Sprach- und Literaturwissenschaft an der Universität Genf, wo er 1982 das Lizentiat erwarb und 1999 mit der von Michel Jeanneret betreuten Arbeit Lire le délire promovierte. Er unterrichtete von 1990 bis 1996 lateinamerikanische Literatur an der Universität Zürich, von 1997 bis 1999 französische Literatur und Medizingeschichte in Genf und von 1999 bis 2000 französische Literatur an der Universität Bern. Von 2000 bis 2005 war Lehrstuhlinhaber für Französische Literatur mit Schwerpunkt auf dem 19. und 20. Jahrhundert an der Universität Freiburg (Schweiz). Von 2005 bis zu seiner Emeritierung 2024 war er ordentlicher Professor für moderne französische Literatur an der Universität Genf. 2020 gründete er dort das interdisziplinäre Forschungszentrum Centre Maurice Chalumeau en sciences des sexualités (CMCSS) mit den Mitteln der Maurice-Chalumeau-Stiftung, deren Präsident er seit 2017 ist.
Er nahm Gastprofessuren an der ETH Zürich (2002–2003) und an der École des hautes études en sciences sociales (2003 und 2013) wahr.

## Forschung
Rigoli ist ein Spezialist für die französische Literatur des 19. Jahrhunderts (Chateaubriand, Balzac, Flaubert, Nerval, Rimbaud). Sein Schwerpunkt liegt dabei auf dem Verhältnis zwischen Medizin bzw. Psychopathologie und Literatur. In seiner interdisziplinär angelegten, 650 Seiten umfassenden Dissertation Lire le délire untersuchte er, wie man zwischen 1800 und 1860 u. a. in der Medizin, der Rhetorik und der Literatur den «Wahnsinn» zu beschreiben und zu konzeptualisieren versuchte. Nach Jean Starobinski, der zur Buchausgabe das Vorwort schrieb, legt Rigoli dabei ein besonderes Augenmerk auf den Stil der psychiatrischen Schriften und beleuchtet so die Entstehung der wissenschaftlichen Konzepte. Zugleich untersuche er ihre Rezeption und damit die von diesen Konzepten ausgehende Wirkung. In der Folge dieser Forschungen beschäftigte sich Rigoli später mit dem Verhältnis zwischen literarischem und medizinischem Wissen über Erotik und Sexualität.
Ein weiteres Forschungsgebiet Rigolis ist die Literaturtheorie und die Geschichte der Literaturwissenschaft. In diesem Bereich hat er sich besonders mit der Tradition der Genfer Schule auseinandergesetzt, der er sich selbst zugehörig fühlt. Er ist unter anderem wissenschaftlicher Berater des Forschungskreises Jean Starobinski an der Schweizerischen Nationalbibliothek.

## Veröffentlichungen (Auswahl)

### Monografien
- Lire le délire. Aliénisme, rhétorique et littérature en France au XIXe siècle. Vorwort von Jean Starobinski. Fayard, Paris 2001, ISBN 978-2-213-60806-8.
- Le Voyageur à l’envers. Montagnes de Chateaubriand. Droz, Genf 2005, ISBN 2600010157.

### Herausgeberschaft
- mit Carlo Caruso: Poétiques barbares – Poetiche barbare. Angelo Longo Editore, Ravenna 1998, ISBN 8880631519.
- mit Christopher Lucken, Michel Porret: Penser les sciences humaines (= Equinoxe. Revue de sciences humaines. Nr. 21) 1999.
- mit John E. Jackson, Daniel Sangsue: Être et se connaître au XIXe siècle. Littérature et sciences humaines. Vorwort von Alain Corbin. Métropolis Genève 2006, ISBN 978-2-88340-170-9.
- mit Christopher Lucken: Du bruit à l’œuvre. Vers une esthétique du désordre. MetisPresses, Genf 2013, ISBN 978-2-940406-23-4.

### Aufsätze auf Deutsch
- Verdauen oder Wissen. Aus dem Französischen von Marie Guthmüller. In: Marie Guthmüller und Wolfgang Klein: Ästhetik von unten. Empirie und ästhetisches Wissen. Gunter Narr, Tübingen 2006, ISBN 978-3-7720-8121-7, S. 217–247.
- Das lebendige Bild des Geistes. Aus dem Französischen von Christian Villiger. In: Sabine Haupt und Ulrich Stadler: Das Unsichtbare sehen. Bildzauber, optische Medien und Literatur. Voldemeer, Zürich 2006, ISBN 978-3-211-36647-9, S. 55–85.